# فاندا متقوسة
فاندا متقوسة (الاسم العلمي:Vanda arcuata) هي نوع من النباتات تتبع جنس الفاندا من الفصيلة السحلبية.